# Васильєвка (Стерлітамацький район)
Васи́льєвка (рос. Васильевка, башк. Васильевка) — село у складі Стерлітамацького району Башкортостану, Росія. Входить до складу Наумовської сільської ради.
Населення — 655 осіб (2010; 707 в 2002).
Національний склад:
- росіяни — 40%